# Zhaocun (sockenhuvudort i Kina, Hebei Sheng, lat 38,56, long 114,91)
Zhaocun är en sockenhuvudort i Kina. Den ligger i provinsen Hebei, i den norra delen av landet, omkring 200 kilometer sydväst om huvudstaden Peking. Antalet invånare är 31 919. Befolkningen består av 15 793 kvinnor och 16 126 män. Barn under 15 år utgör 16,0 %, vuxna 15-64 år 76 %, och äldre över 65 år 7,0 %.
Runt Zhaocun är det tätbefolkat, med 849 invånare per kvadratkilometer. Närmaste större samhälle är Dingzhou, 8,8 km sydost om Zhaocun. Trakten runt Zhaocun består till största delen av jordbruksmark.
Genomsnittlig årsnederbörd är 675 millimeter. Den regnigaste månaden är juli, med i genomsnitt 200 mm nederbörd, och den torraste är januari, med 3 mm nederbörd.